# Wiktor z Rzymu

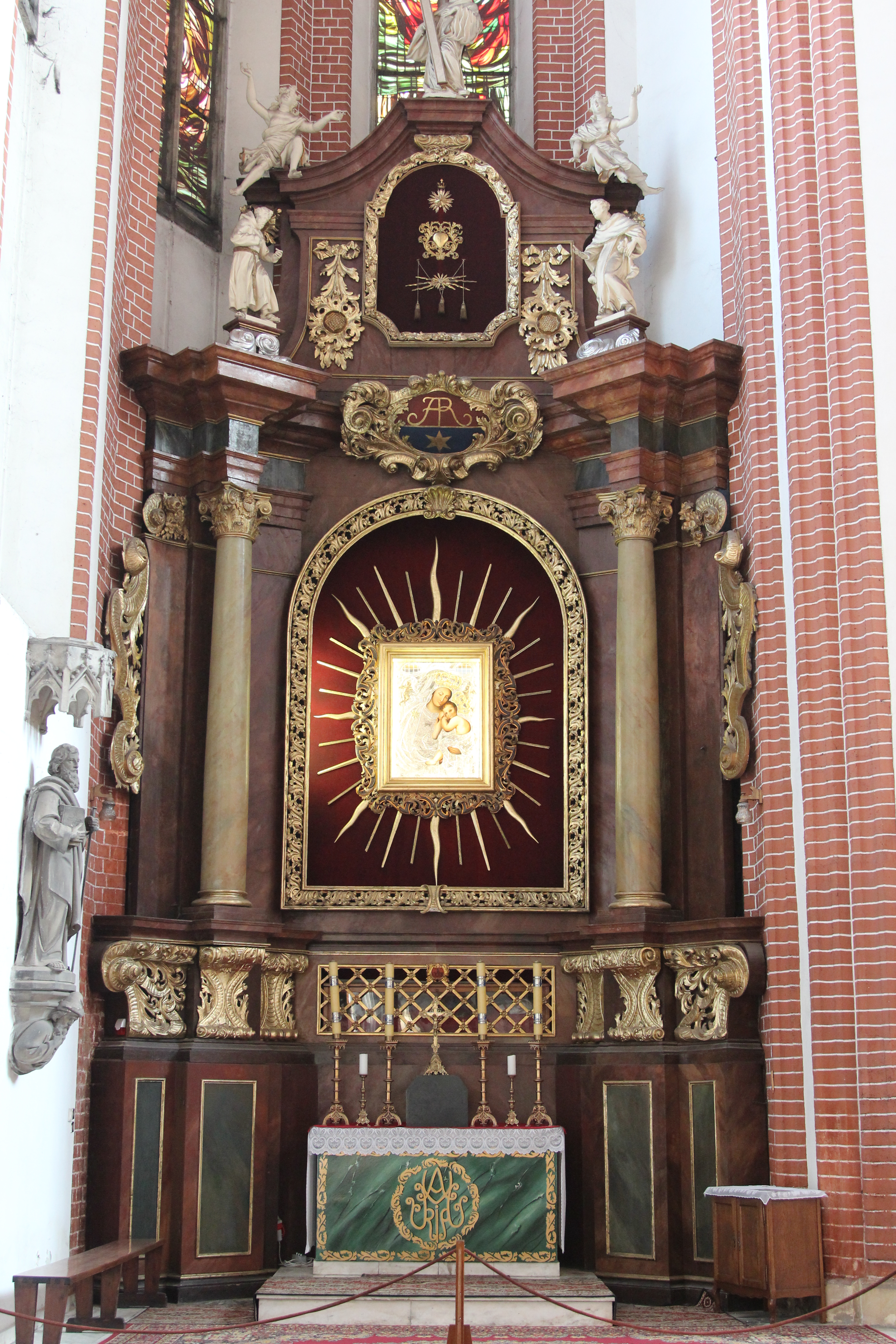
Ołtarz Matki Boskiej Zwycięskiej z Mariampola z relikwiarzem św. Wiktora

Wiktor z Rzymu (zm. w Rzymie) – męczennik wczesnochrześcijański i święty Kościoła katolickiego, którego relikwie zostały ofiarowane przez papieża Innocentego XI królowi Janowi III Sobieskiemu w podziękowaniu za wiktorię wiedeńską.
Męczennik wczesnochrześcijański, o nieznanym imieniu, zginął w wieku około 30 lat od ciosu mieczem w głowę, pochowany w katakumbach świętego Kaliksta.
Po wiktorii wiedeńskiej papież Innocenty XI podarował królowi Janowi III Sobieskiemu miecz poświęcany, złotą różę oraz dokument papieski poświadczający darowiznę relikwii – całego szkieletu wczesnochrześcijańskiego męczennika za wiarę, któremu papież na pamiątkę zwycięstwa pod Wiedniem, nadał imię Wiktor. W 1740 relikwie zostały odebrane w Rzymie przez księcia Jana Kajetana Jabłonowskiego i po publicznym wystawieniu w dniu 26 września 1740 roku przewiezione do kaplicy zamkowej w Żółkwi. W XIX wieku relikwie zostały przeniesione do kościoła Trójcy Przenajświętszej w Mariampolu. W 1945 podczas wysiedleń Polaków z Kresów Wschodnich zabrany i przewieziony potajemnie przez ks. Mikołaja Witkowskiego najpierw do Głubczyc, gdzie był przechowywany w mieszkaniu księdza w klasztorze franciszkańskim. Następnie po powołaniu ks. Witkowskiego w 1951 na stanowisko wykładowcy Metropolitalnego Wyższego Seminarium Duchownego we Wrocławiu zostały umieszczone w kaplicy św. Jana Chrzciciela w archikatedrze św. Jana Chrzciciela we Wrocławiu. Aktualnie relikwiarz znajduje się w kaplicy Matki Boskiej Zwycięskiej w kościele Najświętszej Marii Panny na Piasku pod obrazem Matki Boskiej Mariampolskiej.
W 1971 z ołtarza zostały wydobyte kości męczennika, a następnie zakonserwowane i ponownie umieszczone w relikwiarzu na specjalnej siatce rozpiętej na dębowej ramie. Po wykonaniu pomiarów czaszki przez prof. dr. hab. Zbigniewa Rajchela oraz dr. Magnuszewskiego została wykonana rekonstrukcja twarzy św. Wiktora, która została następnie również umieszczona w ołtarzu.